# 游击战
游击战（Guerrilla warfare）是非常规战争的一种，游击战一词来自18世纪的西班牙语guerra（戰爭）的縮小詞guerrilla，意为“小战”，并在半岛战争（1808年－1814年）中出现过。游击战主要利用小规模非正规军事人员，例如叛乱分子、游击队、准军事人员或武装平民，包括招募的儿童，在战争中使用伏击、破坏、恐怖主义、袭击、小规模战争或打了就跑的战术。在暴力活动或战争中反抗正规军、警察或敌对势力的活动。

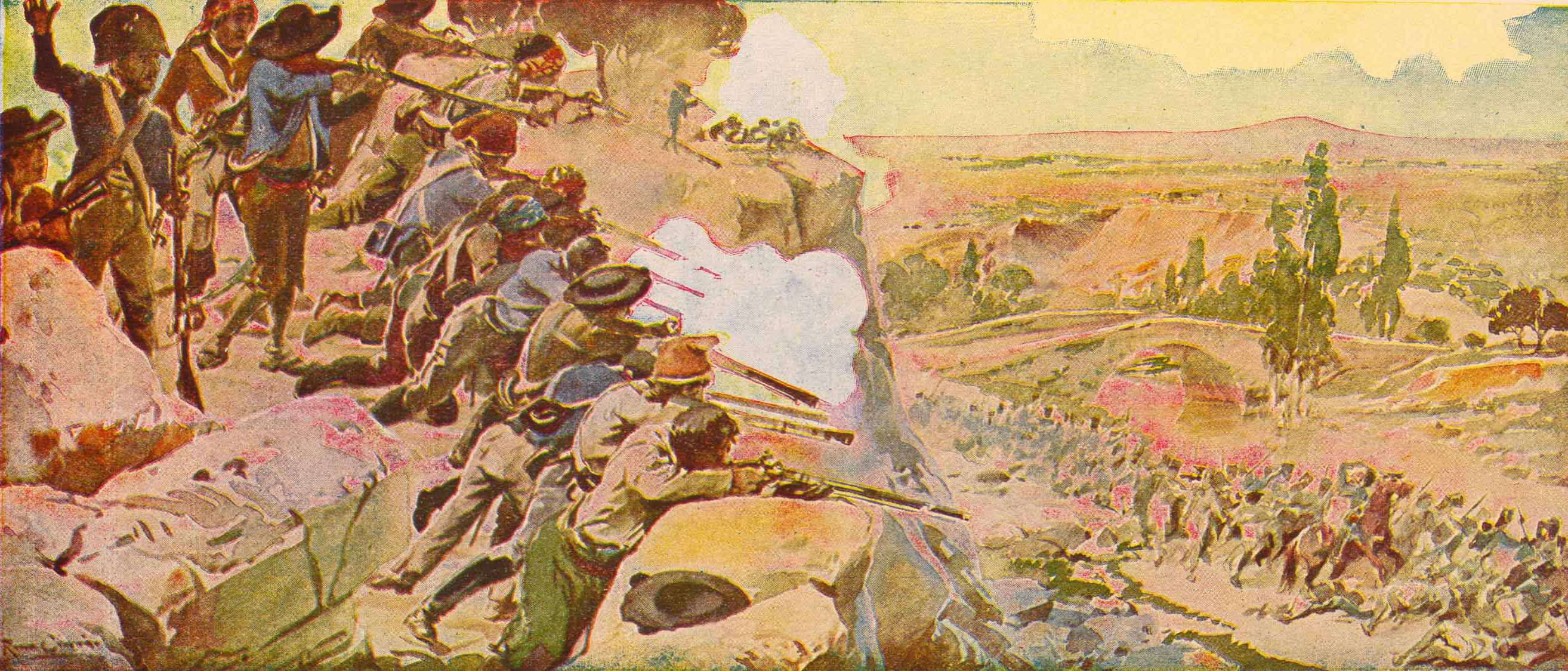
半岛战争期间的游击战，作者：罗克·加梅罗，描绘了葡萄牙游击队伏击法国军队的情景

尽管“游击战”一词是在19世纪半岛战争背景下创造的，但游击战却早已沿用。公元前六世纪，孙武在《孙子兵法》中就提出了游击式战术。公元前3世纪的罗马将军费边·马克西姆斯也被认为发明了许多游击战战术。历史上许多国家和地区都曾广泛使用游击战，尤其与革命运动和民众抵抗入侵有关。
游击战术的重点是避免与敌军正面对抗（通常由于武器或兵力较弱），而是进行有限的小规模冲突，目的是耗尽对手实力并迫使他们撤退，而游击队往往依靠群众基础或外部势力的支持。

## 词源

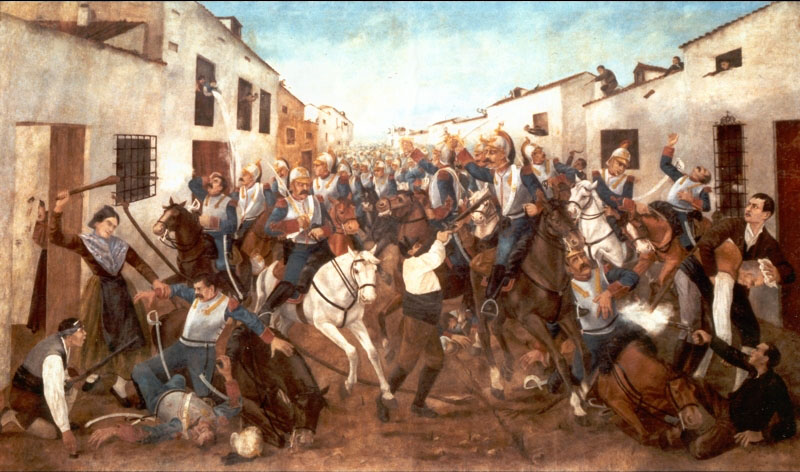
西班牙游击队在瓦尔德佩尼亚斯战役中抵抗法国入侵西班牙

西班牙语单词“guerrilla”是“guerra”（“战争”）的缩写形式。因此，“小战争”这个词在19世纪初期半岛战争期间流行起来，当时西班牙和葡萄牙人民在正规军被击败后，成功利用游击战术和焦土战术相结合，击败了一支高度优势的军队。在正确的西班牙语用法中，游击队员如果是男性，则称为游击队员（[geriˈʎeɾo]）；如果是女性，则称为游击队员（[geriˈʎeɾa]）。亚瑟·韦尔斯利于1809年将西班牙语中的“游击队”一词引入英语。在大多数语言中，游击战仍然表示一种特定的战争方式。这个词的使用引起了游击队和国家正规军在数量、规模和范围上的差异。

## 历史

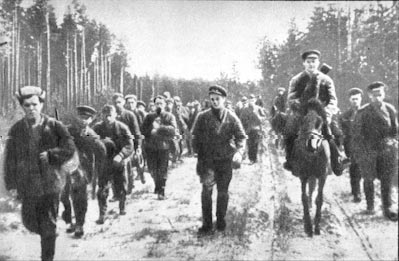
1944年白俄罗斯反攻路上的苏联游击队

史前部落战士大概率会采用游击式战术来对抗敌方部落：
原始（游击）战争，其本质是一种剥夺的战争：敌人的生计、财富和重要资源被盗窃或破坏；以及诱发他们的不安全感和恐惧感。它执行战争的基本任务，不依赖笨重的编队或装备、复杂的演习、严格的指挥系统、精心计算的战略、时间表或其他“文明”的装饰。
常规战争直到公元前3100年才在埃及和美索不达米亚出现。中国将军和战略家孙武在《孙子兵法》（公元前6世纪）中，成为最早提出使用游击战的人之一。这激发了现代游击战争的发展。
公元前3世纪，费边·马克西姆斯利用游击战的要素，例如避免战斗、削弱敌人、伏击小股部队，并设计出费边战略，曾经对汉尼拔的军队发挥了巨大的作用。
在中世纪古罗马帝国，从八世纪到十世纪之间，东部边境经常与倭马亚王朝和阿拔斯王朝的哈里发国进行游击战。战术包括重视侦察和情报、跟踪敌人、疏散受威胁的人口中心以及在敌人分散袭击时发起攻击。在十世纪后期，这种形式的战争被编入了一本军事手册，后来的拉丁文名称为 De velitationebellica（“小规模冲突”）。
诺曼人经常多次入侵威尔士，威尔士人利用诺曼人不熟悉的山区地形对他们发动突然袭击。
自启蒙运动以来，民族主义、自由主义、社会主义和宗教原教旨主义等意识形态在塑造游击战方面发挥了重要作用。
17世纪，马拉塔帝国的创始人希瓦吉首创了《湿婆经》和《Ganimi Kava》（游击战术），以击败莫卧儿帝国数倍于己方规模且强大的军队。
喀拉拉邦瓦尔马（1753-1805）于1793年至1806年间在印度对抗英国东印度公司的科蒂奥特战争中，使用了主要以山地森林为中心的游击战术。这是东印度公司在印度次大陆军事行动中发动的持续时间最长的战争。这也是东印度公司在印度进行的最血腥、最艰苦的战争之一，在十年的战争中损失高达百分之八十。

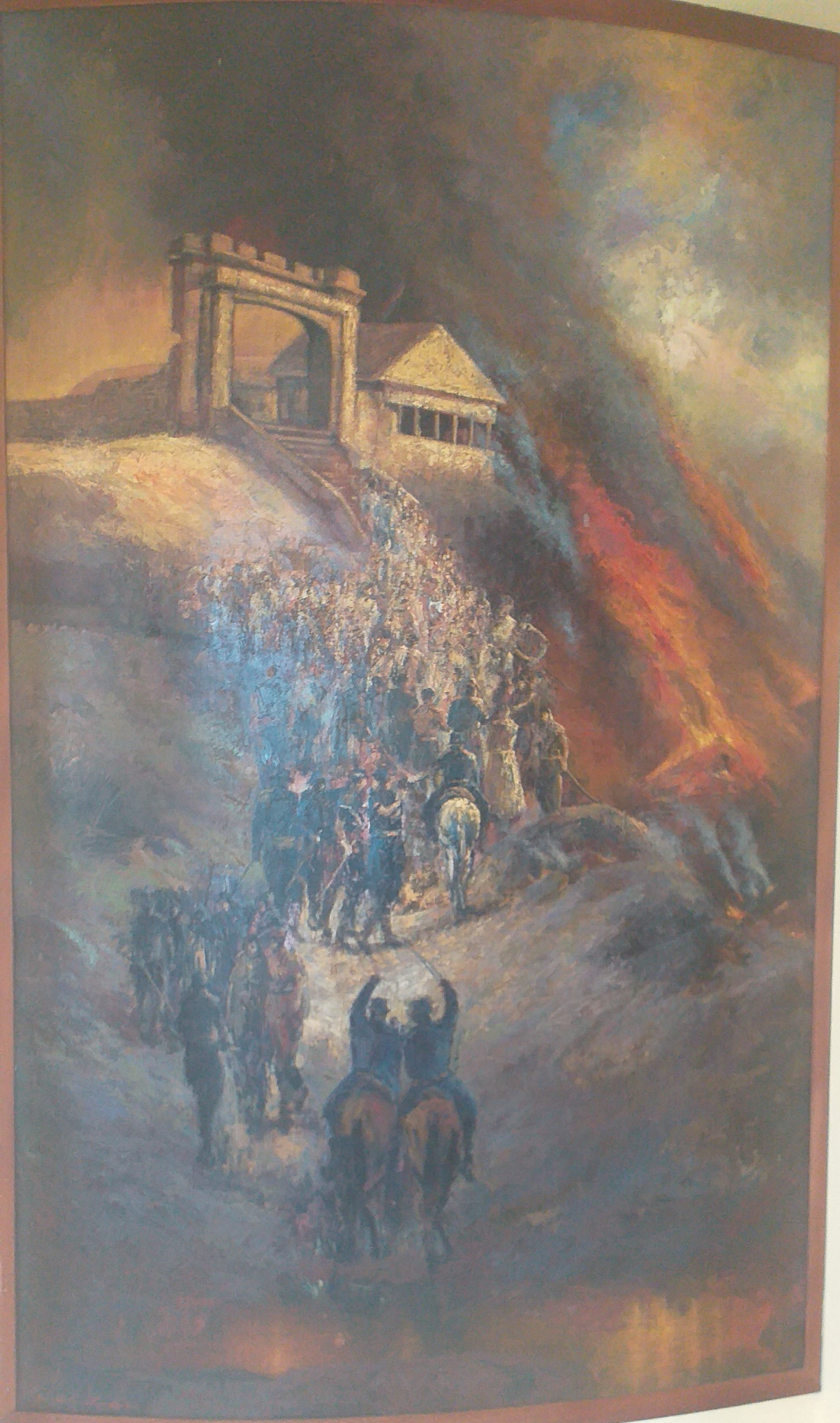
多米尼加叛军围攻福塔莱萨圣路易斯 作者：梅拉尼奥·古兹曼

多明尼加复国战争是1863年至1865年间多米尼加共和国民族主义者与西班牙之间的游击战争，战争导致西班牙军队撤出，多米尼加建立了第二个共和国。 

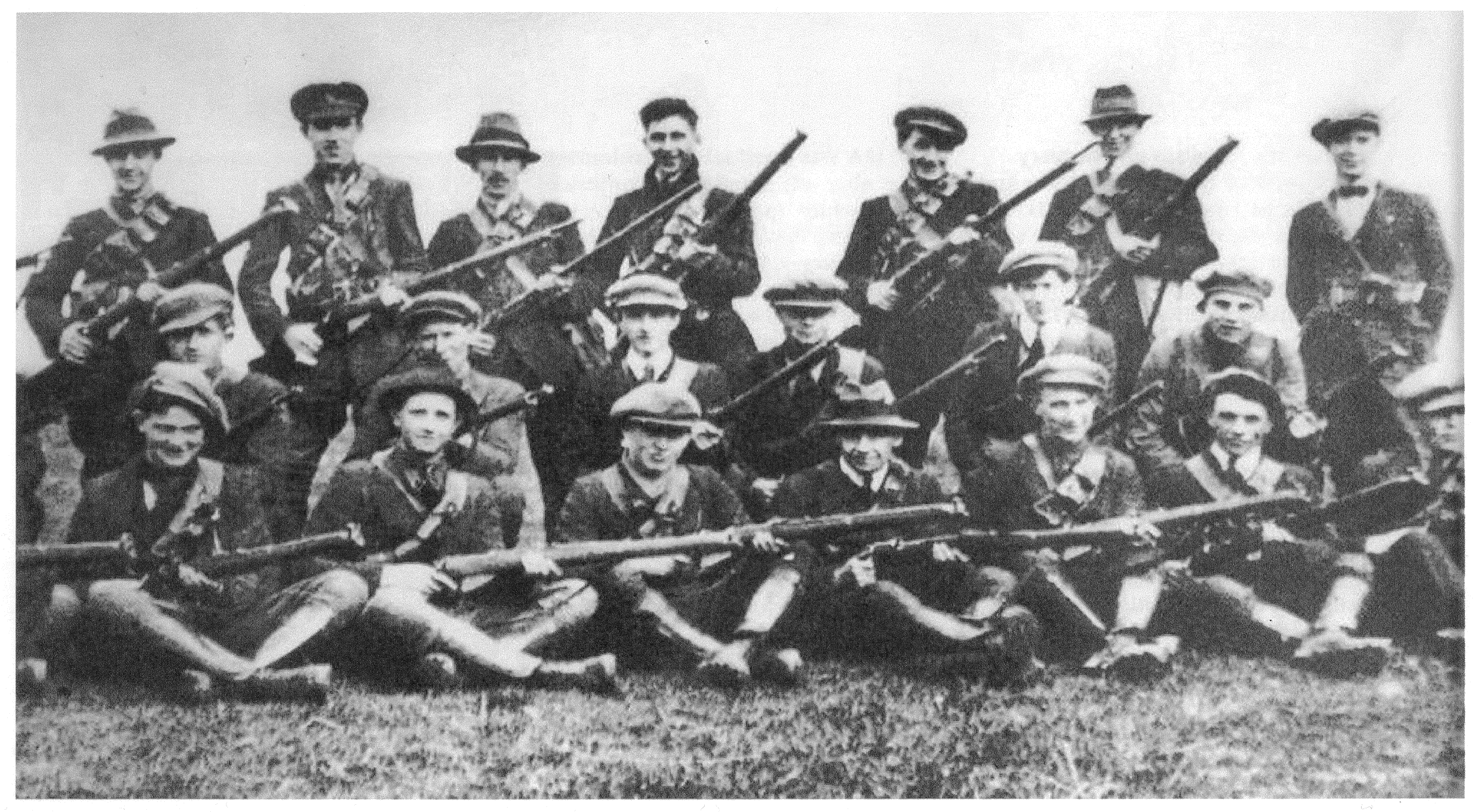
爱尔兰独立战争期间，肖恩·霍根率领爱尔兰共和军第3蒂珀雷里旅的飞行纵队

摩洛哥军事领导人阿卜杜勒·克里姆和他的父亲在1920年里夫战争期间统一了摩洛哥部落，期间使用地道战与游击战对抗西班牙和法国殖民者，对殖民军队造成了相当大的损失。
20世纪初，迈克尔·柯林斯和汤姆·巴里在1919年至1921年爱尔兰独立战争的游击阶段期间都发展了游击战的许多战术特征。柯林斯主要在都柏林（爱尔兰首都）制定了城市游击战策略。小型爱尔兰共和军 (IRA) 部队（3至6名游击队员）快速攻击目标，然后消失在平民人群中，这挫败了英国的行动。最好的例子发生在血腥星期日（1920年11月21日），当时柯林斯的暗杀小组（被称为“小队”）清晨消灭了一群英国情报人员（“开罗帮”）（14 人被杀，六人受伤），一些正规军官也在战斗中丧生。那天下午，一支由皇家爱尔兰警察和辅助部门组成的皇家爱尔兰警察部队进行了报复，向克罗克公园一场足球比赛的人群开枪，造成14名平民死亡，另有60人受伤。
在西科克郡，汤姆·巴里是爱尔兰共和军西科克旅的指挥官。科克西部的战斗是在乡村进行的，爱尔兰共和军的作战部队比城市地区的部队大得多。这些部队被称为“飞行纵队”，他们与英国军队进行大规模战斗，通常持续10至30分钟。1920年11月的基尔迈克尔伏击事件和1921年3月的克罗斯巴里伏击事件是巴里的飞行纵队给敌军造成大量伤亡的最著名的例子。

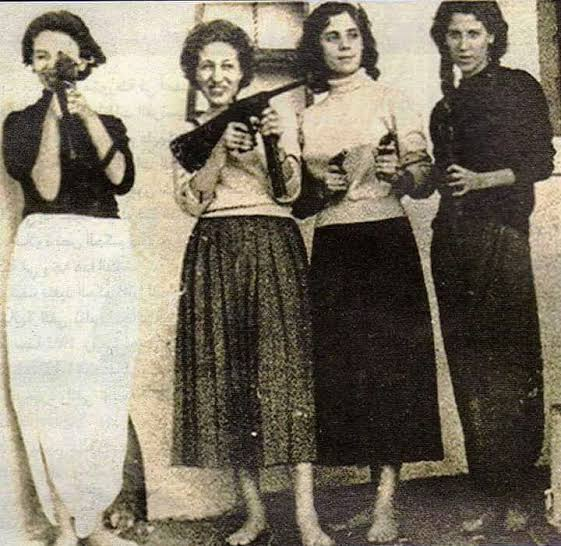
拉赫达里、德里夫、布希尔德和布阿利。阿尔及利亚独立战争中的女游击队员。

抗戰期間的中國軍隊在日軍敵後的游擊戰給侵華日軍造成了相當的兵員損失，削弱了日軍「以戰養戰」搜刮淪陷區支撐前線的能力。根據日軍華北方面軍的資料，僅1939年華北日軍就有6,637人陣亡，16,758人受傷。而1940年華北日軍則有6,337人陣亡，13,200人受傷，應該全是游擊戰所造成的死傷。
1954年的阿尔及利亚战争始于少数阿尔及利亚游击队。游击队凭借原始武装，与法国人作战了八年多。这仍然是当今世界普遍存在的现代叛乱和反叛乱、恐怖主义、酷刑和不对称战争的原型。在南非，非洲人国民大会 (ANC) 成员研究了纳尔逊·曼德拉崇拜阿尔及利亚战争；在针对以色列的起义中，巴勒斯坦战士也试图效仿。此外，基地组织的游击战与之非常相似。
Mukti Bahini（孟加拉语：মুক্তিবাহিনী，翻译为“自由战士”或解放军），也称为孟加拉国军队，是孟加拉国解放战争期间由孟加拉国军队、准军事人员和平民组成的游击抵抗运动，脱离了东巴基斯坦并建立孟加拉国。

## 理论著作
游击战的发展部分受到理论著作的启发，首先是马蒂亚斯·雷蒙·梅亚于19世纪撰写的《游击战手册》：
...我们的部队应该...在地形保护下进行战斗...使用小型机动游击队来消耗敌人...不让他们休息，让他们只控制脚下的地形。
毛泽东的《论游击战》、切·格瓦拉的《游击战》和列宁的《游击战》都是在他们分别在中国、古巴和俄罗斯成功革命之后写成的。根据切·格瓦拉的文本，将游击战策略描述为“被大多数人支持但拥有较少数量武器的一方用来防御压迫”。

### 焦点理论
游击战士为什么要打仗？我们必须得出一个不可避免的结论：游击战士是社会改革者，拿起武器回应人民对压迫者的愤怒抗议，战斗是为了改变让所有手无寸铁的兄弟无法生存的社会制度。

 —— 切·格瓦拉

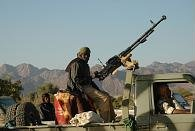
一名图阿雷格叛军战士在尼日尔北部进行技术训练，2008年

20世纪60年代，马克思主义革命家切·格瓦拉根据他在古巴革命期间的经历，在其著作《游击战》中发展了革命理论。这一理论后来被雷吉斯·德布雷正式命名为“焦点主义”。其核心原则是，小型、快速行动的准军事团体的干部的先锋主义可以成为民众对现任政权不满的焦点，从而引发普遍的起义。尽管最初的做法是从农村地区动员并发动攻击，但其中许多想法都被改编成城市游击战运动。

## 战略、战术和方法

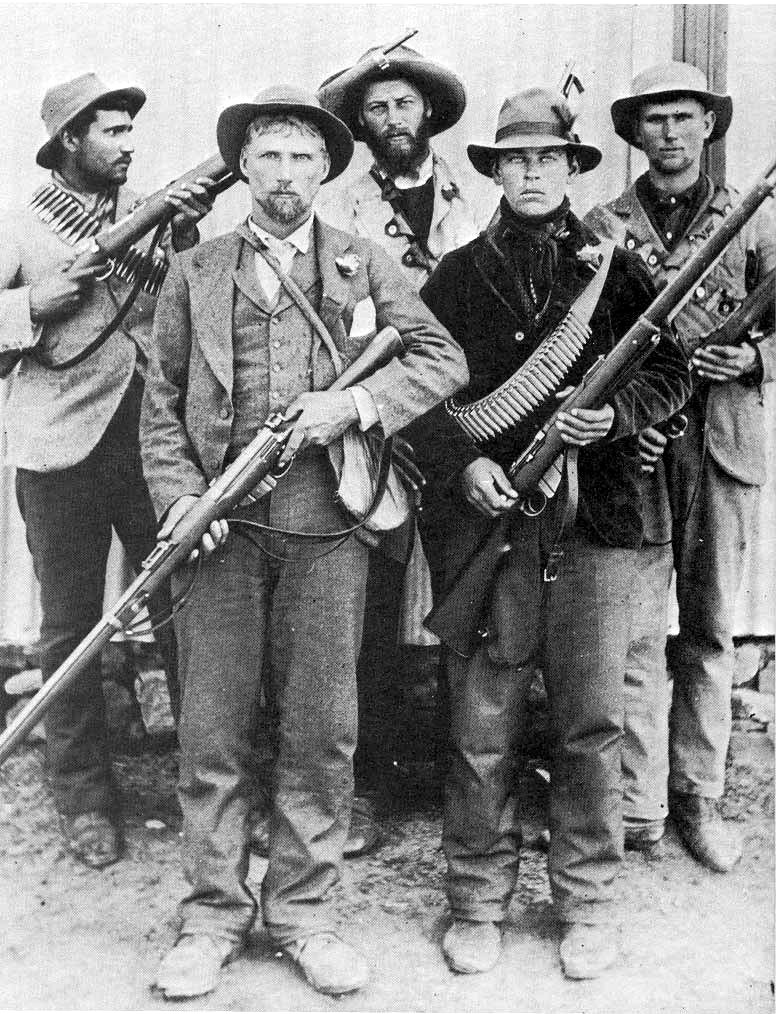
南非第二次布尔战争期间的布尔游击队

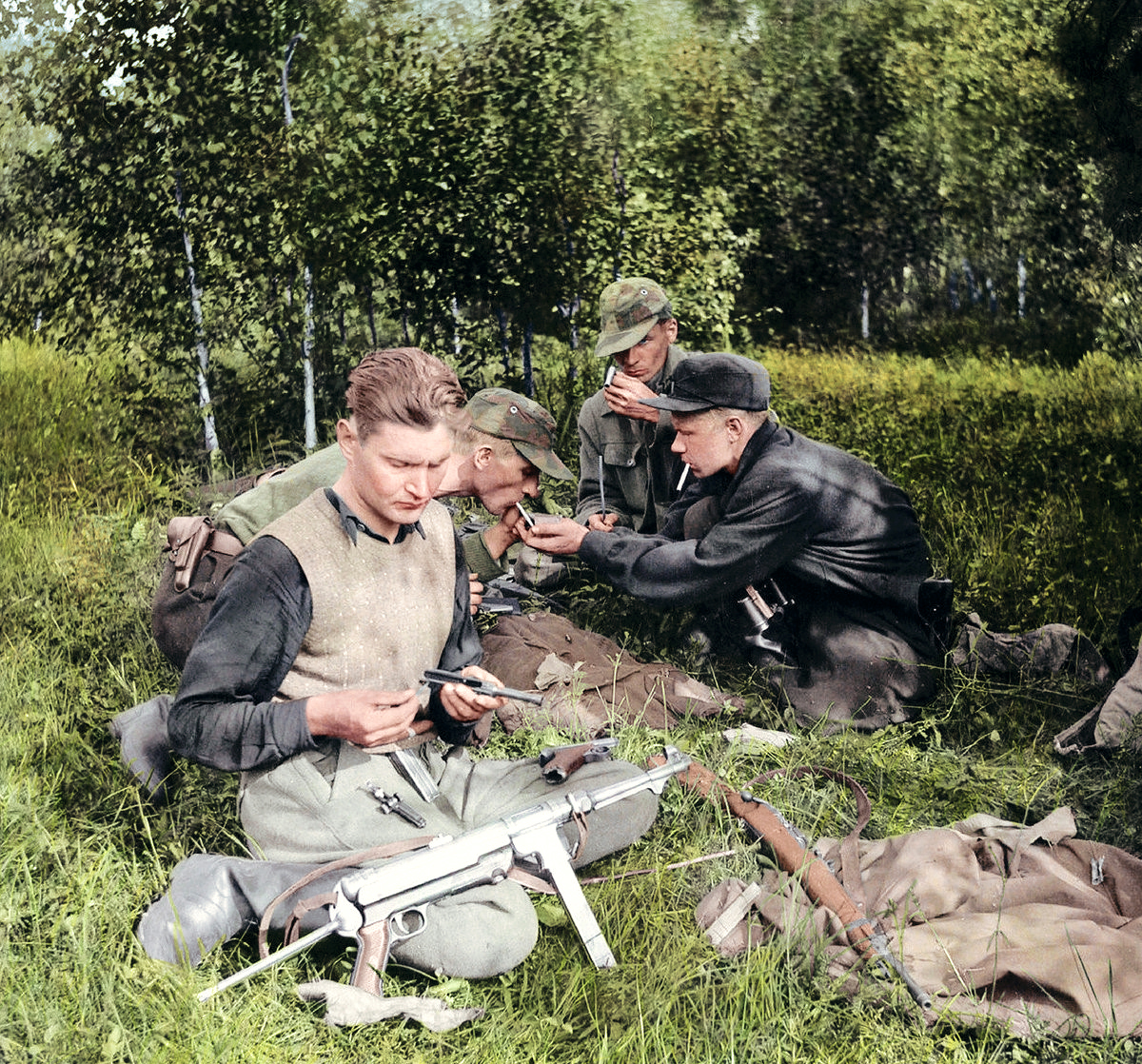
1953年，爱沙尼亚森林兄弟在爱沙尼亚苏维埃社会主义共和国耶尔瓦县维斯基亚鲁进行射击演习后放松并清理枪支

### 战略
游击战是一种非对称战争，也是非常规战争的一种。它的目的不仅仅是击败入侵敌人，而是为了赢得民众的支持和政治影响力，而让敌人付出代价。因此，游击战略的目的是放大一支小型机动部队对一支规模更大、更笨重的部队的影响。如果成功，游击队就会通过消耗来削弱敌人，最终迫使他们撤退。

### 战术
在战术上，游击队通常避免与敌军大部队对抗，而是寻找和攻击敌方小股人员和资源，以逐渐消耗敌方力量，同时最大限度地减少自己的损失。游击队重视机动性、保密性和突然性，以小部队组织起来，并利用大部队难以利用的地形。例如，毛泽东总结了中国内战初期游击队的基本战术：
 “敌进我退；敌驻我扰；敌疲我打；敌退我追。”
有人认为中国古代著作《孙子兵法》启发了毛泽东的战术。在20世纪，包括北越胡志明在内的其他共产党领导人经常使用和发展游击战术。

#### 農村游擊戰

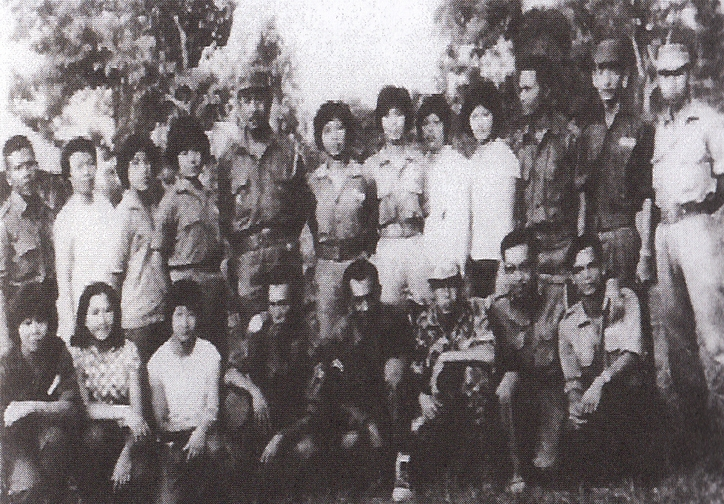
Members_of_the_SPGF,_NKNA_and_TNI_taking_picture_together

農村游擊戰是游擊戰的一個戰術之一，最早起源地為中國的第一次國共內戰時期。該戰術主要是以農村地區進行的游擊戰鬥，並在一定程度對敵人進行的武裝伏擊戰。而該戰術曾被共產主義以及各地的武裝叛亂分子廣泛使用。例如馬共所領導的馬來亞人民軍以及砂共所領導的北加民族解放軍等等武裝分子。而“叢林游擊戰”則與其類似，並在之後延伸出“城市游擊戰”以及“山地游擊戰”等等戰術。

### 非常规方法
游击队可能会使用简易爆炸装置并由当地居民提供后勤支持。敌军最终可能会怀疑所有平民都是潜在的游击队支持者。游击队也可能会获得外国支持，并且许多游击队团体善于通过宣传和使用武力来说服公众。今天的一些游击运动也严重依赖儿童作为战斗员、侦察员、搬运工、间谍、线人以及其他角色。许多政府也在军队中招募儿童。

### 游击战与恐怖主义的比较
“恐怖主义”尚未达成明确共识。“恐怖主义”一词经常被用作政治宣传，以谴责受到争议的对手为恐怖分子。
虽然游击队主要关注的是敌人的现役军事单位，但真正的恐怖分子主要关注非军事人员，并且主要针对平民。